# ピーター・ジュラシック
ピーター・ジュラシック（Peter Jurasik、1950年4月25日 - ）は、アメリカ合衆国の俳優。

## 出演作品
- アルマゲドン2012
- One Tree Hill　（シーズン2
- NYPD BLUE　～ニューヨーク市警15分署　（シーズン7
- バビロン5 誕生（ロンド・モラーリ）
- バビロン5 第5シーズン（ロンド・モラーリ）
- バビロン5 第4シーズン（ロンド・モラーリ）
- トークショー
- バビロン5 第3シーズン（ロンド・モラーリ）
- バビロン5 第2シーズン（ロンド・モラーリ）
- スペース・ガーディアン／バビロン5（ロンド・モラーリ）
- バビロン5 第1シーズン（ロンド・モラーリ）
- バビロン5／ＣＧスペース・アドベンチャー （ロンド・モラーリ）
- パレス・ガード
- エア・パニック1501
- 刑事コロンボ'９０／黒いドレスの娼婦
- ナイトクラブ
- ピーター・ガン
- 忍びよる恐怖
- トロン